# Liga Eleitoral Católica
A Liga Eleitoral Católica foi uma organização suprapartidária brasileira durante a Era Vargas, com forte atuação no Estado do Ceará. 

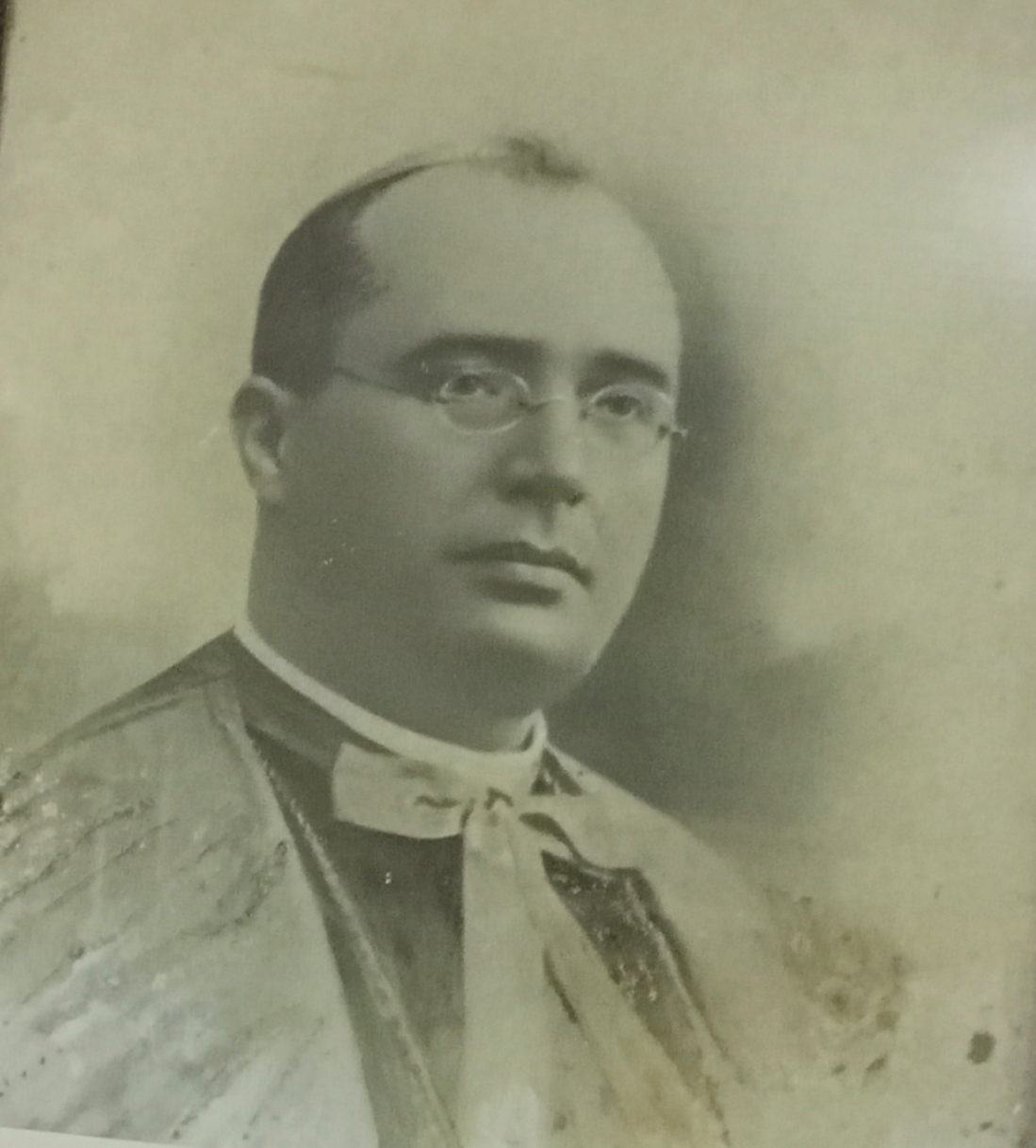
Dom Manuel

Em Fortaleza, foi fundada em dezembro de 1932 no Colégio Imaculada Conceição, das Irmãs Vicentinas, com autorização de Dom Manuel da Silva Gomes, Arcebispo de Fortaleza. Através de uma associação político-empresarial com soldados veteranos da sedição de Juazeiro (rabellistas), conservadores, e latifundiários, a LEC, como passou a ser chamada, se tornou um escoadouro natural dos integralistas e católicos. Organizou-se rapidamente em todo o Estado, inaugurando comitês em Fortaleza, Beberibe, Boa Viagem, Jaguaribe e Quixadá. Devido à sua coesão com os grupos políticos, venceu todas as eleições que disputou, entre 1933 e 1936.
Em 28 de abril de 1933 é publicada a Chapa da Liga Eleitoral Católica para a Constituinte de 1934, cujas eleições se realizariam no dia 3 de maio. Os nomes recomendados no eleitorado são os de Waldemar Falcão, Jeová Mota, Luís Sucupira, Leão Sampaio, Figueiredo Rodrigues e Xavier de Oliveira. 
No dia 29 de abril de 1933 o Correio do Ceará publica as oito chapas registradas no Tribunal Eleitoral. São 50 os disputantes das 10 cadeiras. As oito chapas pertencem ao Partido Democrata, Partido Nacionalista. Partido Social Nacionalista, Liga Eleitoral Católica, Partido Agrário, Partido Social Democrático, Partido Economista e Ceará Irredento. Há, também, os candidatos avulsos, entre os quais o Sr. Renato Soldon. 
Em 30 de abril, procedente do Rio, o Dr. Xavier de Oliveira desembarcou no Recife e direcionou-se para o Cariri, seu reduto eleitoral.  
Em 18 de maio, é reorganizada a Diretoria Geral de Estatística do Estado, e apura-se a eleição dos seis lecistas, e quatro pessedistas, sendo eles Fernandes Távora, João Leal, José de Borba e Pontes Vieira. 
Chega a Fortaleza, no dia 12 de agosto, a comitiva da Ação Integralista Brasileira, contando Plinio Salgado, Martins Moreira, Hermes da Mata Barcelos e Capitão Aristófanes Ribeiro do Vale. Hospedam-se no Palace Hotel, de cujas sacadas discursaram Martins Moreira, Jeová Mota, Dom Hélder Câmara e o próprio Plinio Salgado. No dia seguinte, promovem uma concentração de integralistas no Teatro José de Alencar onde discursam também Osório Campos e João Carvalhedo, e seguem para um comício no Arraial Moura Brasil. Deixam Fortaleza no dia 16 de agosto.
Em 31 de outubro de 1933, Waldemar Falcão é escolhido para o posto de líder da bancada cearense da LEC na Câmara dos Deputados.

## Membros

### Comissões diretoras

#### Fortaleza[1]
- Edgar Arruda,
- Andrade Furtado,
- Melo Machado,
- Coronel José Magalhães Porto,
- Raimundo Alencar Araripe,
- Nenem Vieira,
- Ubirajara Índio do Ceará,
- Rosita Paiva.

#### Beberibe
- Gustavo Facó,
- João Camelo,
- Joaquim Moreira,
- José Costa,
- Adelaide Facó de Araújo,
- Maria Ramalho Gondim,
- Lydia Araújo.

#### Boa Viagem
- José de Queiroz Sampaio,
- José Bezerra do Vale,
- Aluísio Ximenes de Aragão,
- Dom Cleófas Mendes,
- Milton Patrício.

#### Jaguaribe
- Adauto Machado Pinheiro,
- Raimundo Nonato Pinheiro,
- Maria do Carmo Saboia,
- Maria Pinheiro da Silva Barreira,
- Pedro Maia.

#### Quixadá
- Manuel Leopoldo Cavalcante,
- Mário Ribeiro,
- José Gomes da Silva,
- Marieta Matos de Oliveira,
- Carmélia Paracampos.